# Токаревка (Калининградская область)
Токаревка (до 1938 — Макунишкен (нем. Makunischken), до 1947 — Хоэнвальдек (нем. Hohenwaldeck)) — посёлок в Нестеровском муниципальном округе Калининградской области.

## География
Находится в юго-восточной части Калининградской области, в зоне хвойно-широколиственных лесов, в пределах Виштынецкой возвышенности, у северной окраины лесного массива Роминтенская пуща, при автодороге 27К-065, на расстоянии примерно 24 километров (по прямой) к юго-западу от города Нестерова, административного центра района. Абсолютная высота — 126 метров над уровнем моря.

### Часовой пояс
Посёлок Токаревка как и вся Калининградская область, находится в часовой зоне МСК−1. Смещение применяемого времени относительно UTC составляет +2:00.

## История
До 1938 года носил название Макунишкен (нем. Makunischken). В период с 1938 по 1947 годы назывался Хоэнвальдек (нем. Hohenwaldeck). В период с 2008 по 2018 годы Токаревка входила в состав Чистопрудненского сельского поселения Нестеровского района, с 2018 по 2022 годы — в состав Нестеровского городского округа.

## Население
| 1910 | 1933 | 1939 | 2002 | 2010 |
| ---- | ---- | ---- | ---- | ---- |
| 169  | ↗188 | ↘168 | ↘9   | ↗10  |

### Национальный состав
Согласно результатам переписи 2002 года, в национальной структуре населения русские составляли 100 %.